# Fundenhall
Fundenhall är en by i civil parish Ashwellthorpe and Fundenhall, i distriktet South Norfolk, i grevskapet Norfolk i England. Byn är belägen 6 km från Wymondham. Fundenhall var en civil parish fram till 1935 när blev den en del av Ashwellthorpe. Civil parish hade 224 invånare år 1931. Byn nämndes i Domedagsboken (Domesday Book) år 1086, och kallades då Fundahala/Fundehala.